# 云南阴地蕨
云南阴地蕨（学名：Botrychium yunnanense）为瓶尔小草科阴地蕨属下的一个种。
现接受名为绒毛阴地蕨（Japanobotrychum lanuginosum (Wall. ex Hook. & Grev.) M.Nishida ex Tagawa, 1958）。